# BlocBoy JB
BlocBoy JB, de son vrai nom James Lee Baker, né le 19 mai 1996 à Memphis dans l'État du Tennessee, est un rappeur américain.
Il est essentiellement connu pour son hit Look Alive en collaboration avec Drake et pour être l'inventeur de la « Shoot dance ».

## Biographie

### Jeunesse
James Lee Baker naît le 19 mai 1996 à Memphis. Il grandit dans la portion sud de la ville, avant d'emménager dans la portion nord à ses 7 ans. Il est le 4e enfant d'une fratrie de 7. Il grandit dans une famille monoparentale, son père ayant été condamné à une peine de 25 ans de prison,.
À 14 ans, il emménage dans le quartier de Raleigh (en), où il rencontre et se lie d'amitié avec le futur compositeur Tay Keith (en). Au même âge, il rejoint la Peda Roll Mafia, filiaire memphisienne des Crips. Il fait un mois de prison en 2012 pour cambriolage avec un pistolet d'airsoft.

### Carrière
À l'âge de 15 ans, BlocBoy JB poste ses premiers titres sur la plateforme SoundCloud. Il publie ses premières mixtapes Who Am I, Grape Juice et Who Am I 2 en 2016, suivies de Loco, Who Am I 3 et The Purple M&M en 2017.
En juillet 2017, BlocBoy JB sort le single Shoot, lequel devient viral grâce à sa danse éponyme présentée dans le clip-vidéo et inventée par lui-même.
En février 2018, BlocBoy JB dévoile le single Look Alive en collaboration avec la superstar canadienne Drake,. Grand succès, le titre débute à la 6e place du Billboard Hot 100 et est certifié quintuple single de platine,. Le même mois, il apparaît en featuring sur la mixtape 2 Heartless de Moneybagg Yo. Le mois suivant, il est invité en featuring sur le titre Bad Company d'A$AP Rocky.
Le 4 mai 2018, il sort la mixtape SIMI, nommé d'après un ami proche décédé. Le même mois, il figure parmi les artistes à contribuer au hit This Is America de Childish Gambino ; Childish Gambino performe d'ailleurs la « Shoot dance » dans le clip-vidéo.
Le mois suivant, le rappeur est inclus dans la XXL Freshman Class 2018, et apparaît en featuring sur la mixtape Nasty de Rico Nasty. En octobre, il publie la mixtape Don't Think That.
En janvier 2019, il porte plainte contre la société Epic Games pour avoir intégrer la « Shoot dance » dans le jeu-vidéo Fortnite sans sa permission,.
En juin 2019, il sort la mixtape I Am Me.
En octobre 2020, il dévoile l'album Fatboy, inspiré du dessin-animé T'as l'bonjour d'Albert (Fat Albert).

## Discographie
- 2016 : Who Am I
- 2016 : Grape Juice
- 2016 : Who Am I 2
- 2017 : Loco
- 2017 : Who Am I 3
- 2017 : The Purple M&M
- 2018 : SIMI
- 2018 : Don't Think That
- 2019 : I Am Me
- 2020 : Fatboy
- 2022 : Bacc 2 Da Bloc (avec Tay Keith (en))